# ایلیا کوتپوف
ایلیا کوتپوف (روسی: Илья Олегович Кутепов؛ زادهٔ ۲۹ ژوئیهٔ ۱۹۹۳) بازیکن فوتبال اهل روسیه است.
از باشگاه‌هایی که در آن بازی کرده‌است می‌توان به باشگاه فوتبال اسپارتاک مسکو اشاره کرد.
وی همچنین در تیم‌های ملی فوتبال روسیه بازی کرده‌است.